# Trigueros
Trigueros – gmina w Hiszpanii, w prowincji Huelva, w Andaluzji, o powierzchni 118,22 km². W 2011 roku gmina liczyła 7801 mieszkańców.